# Nasbinals
Die südfranzösische Gemeinde Nasbinals (okzitanisch Las Binals) zählt 576 Einwohnern (Stand 1. Januar 2022) und liegt im Département Lozère in der Region Okzitanien und zum Kanton Peyre en Aubrac.

## Lage
Nasbinals ist die westlichste Gemeinde des Départements Lozère. Sie liegt auf dem Hochplateau des Aubrac, einem Teil des Zentralmassivs, in einer Höhe von ca. 1180 m ü. d. M. am Fernwanderweg GR 65, welcher weitgehend dem historischen Verlauf des Jakobsweges (Via Podiensis) folgt. Nächstgelegene Stadt ist das ca. 50 km (Fahrtstrecke) südöstlich gelegene Mende. Der Fluss Bès verläuft an der östlichen und nördlichen Gemeindegrenze, im Osten mündet sein Zufluss Gambaïse. Das Gemeindegebiet gehört zum Regionalen Naturpark Aubrac.

## Geschichte
Die älteste Erwähnung von Nasbinals reicht bis ins 8. Jahrhundert zurück. Im Jahre 1074 bauten Mönche des Klosters Saint-Victor de Marseille eine romanische Prioratskirche im Stil der Auvergne und weihten sie der Gottesmutter Maria. Im Jahr 1135 kam das Priorat an das Hospital von Aubrac. Man kann annehmen, dass sich in der Umgebung des Priorats allmählich ein Dorf entwickelte.

### Bevölkerungsentwicklung
| Jahr      | 1800 | 1851 | 1901 | 1954 | 1999 | 2018 |
| Einwohner | 856  | 1158 | 1215 | 803  | 504  | 542  |

Wegen der abgelegenen Lage des Ortes und als Folge des Verlusts von Arbeitsplätzen durch die Mechanisierung der Landwirtschaft ging die Einwohnerzahl von Marchastel seit dem Beginn des 20. Jahrhunderts kontinuierlich bis auf die Tiefststände der letzten Jahrzehnte zurück.

## Wirtschaft
Nasbinals ist das wirtschaftliche Zentrum des Aubrac. Früher lebten die Bewohner als Selbstversorger von der Schaf- und Rinderzucht bzw. von Milchprodukten (z. B. Cantal-Käse) und von den Erträgen kleiner windgeschützter Gerstenfelder und Gärten. Im 19. Jahrhundert nahm die Bedeutung der Zucht von Aubrac-Rindern, die ganzjährig draußen gehalten werden können, mehr und mehr zu. In der zweiten Hälfte des 20. Jahrhunderts ist der Tourismus in Form der Vermietung von Ferienwohnungen (gîtes) als Einnahmequelle hinzugekommen.

## Sehenswürdigkeiten

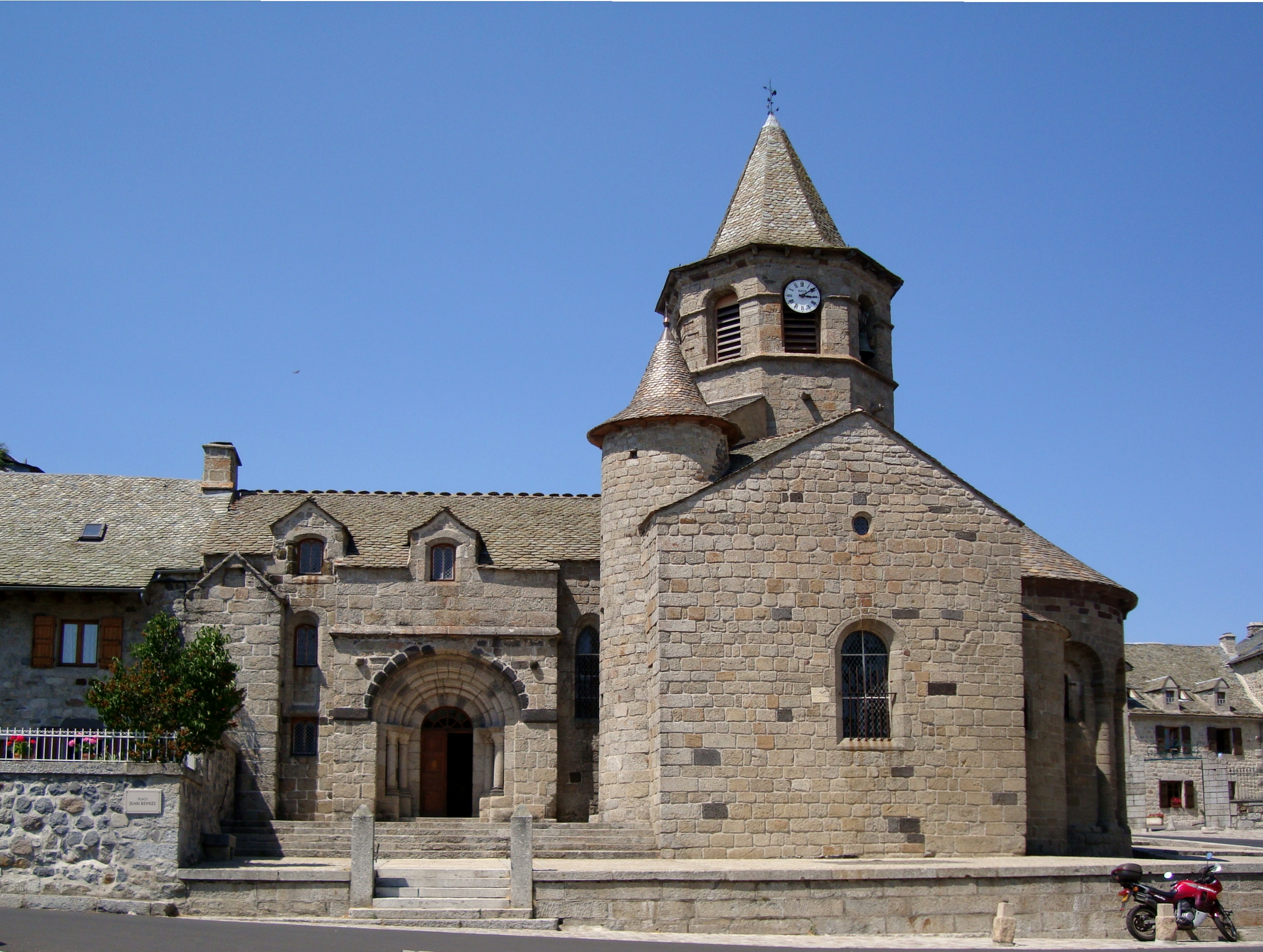
Kirche Sainte-Marie

- Die meist nur eingeschossigen Häuser und die Kirche des Ortes sind überwiegend aus Naturstein erbaut.
- Die ehemalige Prioratskirche und heutige Église Sainte-Marie ist ein einschiffiger, aber mit einem Querschiff versehener dreiapsidialer romanischer Bau des 11./12. Jahrhunderts mit einem oktogonalen Vierungsturm und einem in die Tiefe gestaffelten und von eingestellten Säulen begleiteten Südportal. Das Kirchenbauwerk ist seit dem Jahr 1921 als Monument historique anerkannt.[1]
- Etwa 2 km südöstlich des Ortes liegt der Lac de Salhiens.

## Jakobsweg (Via Podiensis)
In Nasbinals gibt es neben der Touristinformation Hotels und Restaurants, sowie mehrere Pilgerherbergen (franz. Gîte d'étape). Außerdem verfügt der Ort über einen Campingplatz. Der weitere Verlauf des Jakobsweges führt über Saint-Chély-d’Aubrac ins Lot-Tal. Dorthin führt als direkte Straßenverbindung die D987.